# Harvest Cay
Harvest Cay är en ö i Belize. Den ligger i distriktet Stann Creek, i den södra delen av landet, 90 km söder om huvudstaden Belmopan.